# کیهان‌شناسی فیزیکی

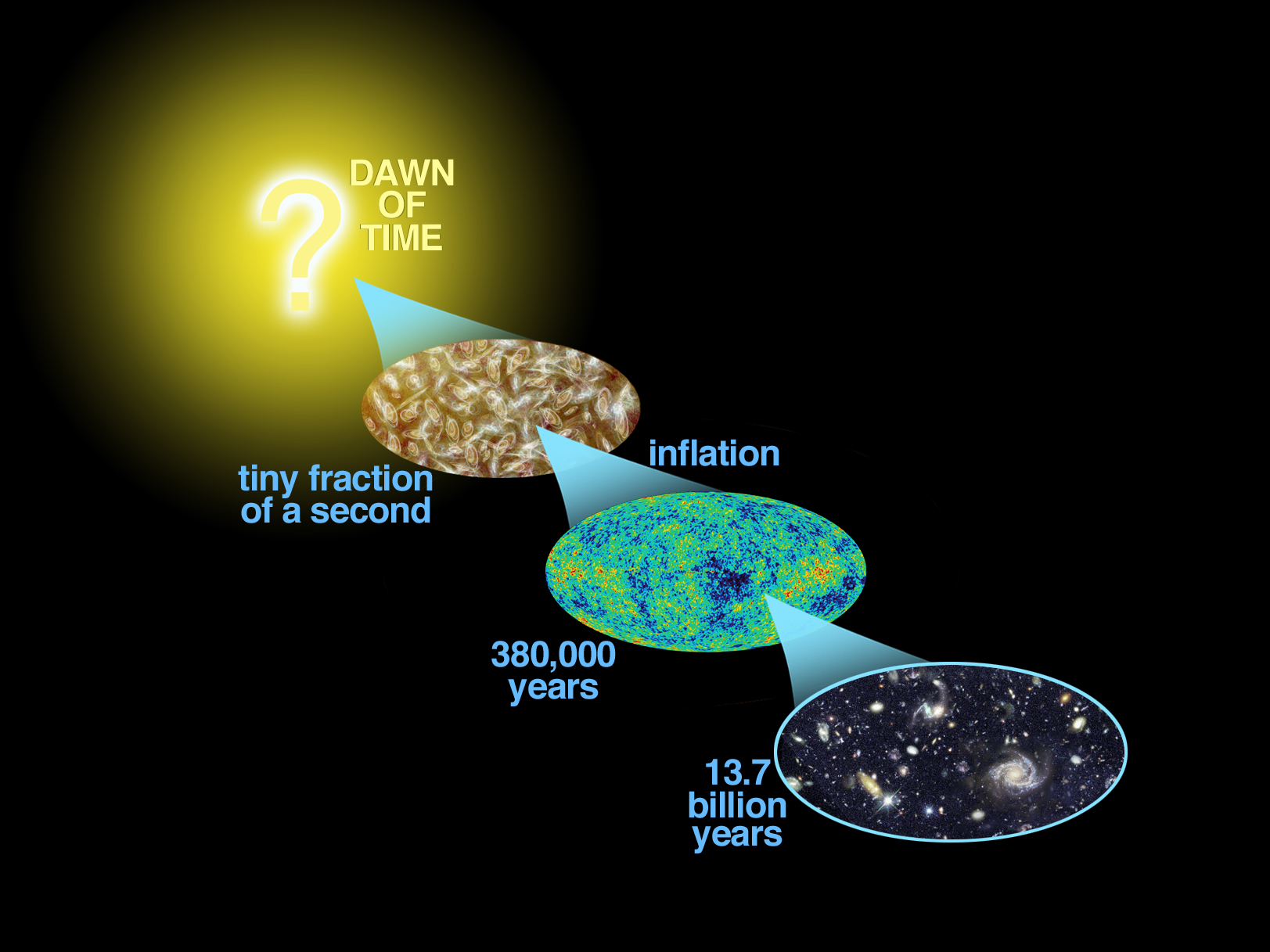
تاریخ کیهان

کیهان‌شناسی فیزیکی (به انگلیسی: Physical Cosmology) شاخه‌ای از دانش‌های فیزیک و اخترشناسی است که به بررسی منشأ، ساختار، تحول و سرنوشت کل جهان می‌پردازد. این علم تلاش می‌کند با استفاده از قوانین شناخته‌شدهٔ فیزیک—مانند نسبیت عام و نظریهٔ کوانتومی—پاسخ‌هایی برای پرسش‌هایی بزرگ دربارهٔ جهان ارائه دهد: مثلاً جهان چگونه آغاز شد؟ چطور گسترش یافت؟ از چه چیزی ساخته شده است؟ و چه سرنوشتی در انتظار آن است؟
مبنای اصلی کیهان‌شناسی فیزیکی نظریهٔ مه‌بانگ است که می‌گوید حدود ۱۳.۸ میلیارد سال پیش، جهان از یک حالت بسیار فشرده و داغ آغاز شد و از آن زمان تاکنون در حال انبساط است. این انبساط هنوز هم ادامه دارد و شواهد آن را می‌توان در عقب‌نشینی کهکشان‌ها و تابش ریزموج پس‌زمینهٔ کیهانی مشاهده کرد.
کیهان‌شناسی فیزیکی همچنین به بررسی چیزهایی مانند مادهٔ تاریک، انرژی تاریک، خمیدگی فضا-زمان، ساختارهای بزرگ‌مقیاس مانند کهکشان‌ها و خوشه‌ها، و نقش نوسانات کوانتومی در شکل‌گیری اولیهٔ جهان می‌پردازد. این علم به دنبال آن است که تصویری منسجم و علمی از گذشته، حال و آیندهٔ کیهان به دست دهد و برای این کار، به داده‌های نجومی، مشاهدات تلسکوپی و مدل‌سازی‌های نظری تکیه دارد.
بنابراین، کیهان‌شناسی فیزیکی پلی است میان جهان بسیار بزرگ و قوانین بنیادینی که رفتار ذرات بسیار کوچک را توضیح می‌دهند.

## توصیف علمی
کیهان‌شناسی فیزیکی شاخه‌ای از دانش فیزیک است که به مطالعه دانشگاهی و علمی سرآغاز، فرگشت، ساختار، دینامیک و سرانجام کیهان و همچنین قانون‌های طبیعی که بر آن حکم‌فرماست، می‌پردازد. این دانش در تکاپوی آن است که با اعمال قانون‌های فیزیکی بر کیهان که به صورت یک منظومه بسته فیزیکی در نظر گرفته می‌شود، تحول آن به صورت روابط ریاضی استخراج شود.
کیهان‌شناسی فیزیکی توسط رسته‌ای از دانشمندان همچون اخترشناسان، فیزیکدانان نظری و فیلسوفان دانشگاهی همچون متافیزیکدانان، فیلسوفان فیزیک و فیلسوفان فضازمان، مورد مطالعه قرارمی‌گیرد. کیهان‌شناسی نوین در تسخیر نظریه مهبانگ است که سعی دارد ستاره‌شناسی رصدی را با فیزیک ذرات بیامیزد.
کیهان‌شناسی دانش بررسی ساختار کلان و تاریخ کیهان است. این دانش به ویژه به جستارهای مربوط به خاستگاه جهان می‌پردازد. گرچه واژه کیهان‌شناسی نسبتاً جدید است (نخستین بار در ۱۷۳۰ توسط کریستیان ولف در کتاب Cosmologia Generalis به‌کاربرده شد)، ولی مطالعه جهان تاریخی دراز دارد و مورد توجه دانش، فلسفه و دین بوده‌است. از مطالعات مرتبط با کیهان‌شناسی می‌توان اشاره کرد به کیهان‌زایی که بر خاستگاه کیهان تمرکز دارد یا کیهان‌نگاری که نقشه‌ای از ویژگی‌های کلی کیهان را رسم می‌کند. کیهان‌شناسی با اخترشناسی مرتبط است، اما کیهان‌شناسی با کیهان به عنوان یک کل و اخترشناسی با اجرام آسمانی سر و کار دارند.

## اصول کیهان‌شناسی
برای بررسی کیهان اصولی را به نام اصول کیهان‌شناسی فرض می‌کنند:
1. جهان همگن است.
2. جهان همسانگرد است.
3. هیچ نقطه‌ای در جهان بر نقاط دیگر ارجح نیست.

بنا به شرایط اولیه و جزییاتی که در نظر گرفته می‌شود الگوهای متفاوتی برای سرآغاز و سرانجام کیهان پیشنهاد شده‌است.
الگوی کیهان‌شناختی که امروزه مورد پذیرش اکثریت جامعه علمی است به نظریه استاندارد کیهانشناسی مشهور است. آغاز زمان در نظریه استاندارد مدل مهبانگ است.